# Echeveria xichuensis
Echeveria xichuensis là một loài thực vật có hoa trong họ Crassulaceae. Loài này được L.G.López & J.Reyes miêu tả khoa học đầu tiên năm 1998.